# Christian Laporte
Pour les articles homonymes, voir Laporte.
Christian Laporte, né à Ixelles le 22 février 1954, est un journaliste et écrivain belge.

## Biographie
Il fait ses humanités gréco-latines au collège Saint-Pierre d'Uccle puis continue ses études aux Facultés universitaires Saint-Louis puis à l'Université catholique de Louvain où il finit une licence en sociologie politique. Pendant ses études il était membre du Conférence Olivaint de Belgique.
Il est en 1977 correspondant à Louvain-La-Neuve pour le journal Le Soir où il travaille par la suite comme journaliste indépendant mais également pour le Vif, la RTBF Namur, radio LLN.
Il est rédacteur au Soir de 1985 à 2004 puis à La Libre Belgique où il traite de politique au sein du service Belgique. Il est devenu, au sein de la rédaction de La Libre Belgique, le spécialiste attitré de la famille royale de Belgique ainsi que de l'Église belge, ce qui ne l'empêche pas de rester critique vis-à-vis de ces deux institutions, ce qui lui vaut parfois les foudres de certains de leurs membres, comme le prince Laurent de Belgique.
Il écrit également des billets dans la revue nationaliste flamande Doorbraak.
Il reçoit en 2006 le prix « Ex-Libris » attribué par l'Association des éditeurs belges de langue française. 

## Positions

### Sur le colonialisme
Le second roi des Belges, Léopold II, fait l'objet en 2004 de critiques sur son comportement comme souverain de l'État indépendant du Congo.
Dans un article de 2005 publié dans La Libre Belgique, il dresse un portrait contrasté de Léopold II sur le colonialisme, où il rejette ou a minima minimise ces accusations : « Un récent documentaire «flamando-britannique» a remis le couvert dans la foulée d'Adam Hochschild dont feu Jean Stengers avait pourtant démonté les exagérations. ». En février déjà, il publie un article sur une pièce de théâtre où il justifie les actions belges par le fait que « bien des grandes puissances n'ont pas fait mieux que les Belges ».
Il propose également de relativiser les exactions de Léopold II au travers du bilan économique : « Avec le recul, on admettra qu'il y a eu des excès mais en même temps, la Belgique avait pu se hisser au neuvième rang des puissances économiques mondiales. ».
Enfin, il défend le colonialisme, en précisant que lorsque le Congo devient une colonie belge, « l’œuvre colonisatrice n'en connut pas moins aussi de belles et grandes heures ».

### Sur le port du voile
Un débat a lieu au début du XXIe s. sur l'opportunité du port du voile par les femmes musulmanes dans divers pays, dont la Belgique.
En mars 2010, La Libre Belgique organise une discussion en direct de type chat avec Christian Laporte « sur la problématique du voile ». Un mois plus tard, il publie un éditorial pour la défense de l'interdiction du port du voile sous la forme d'une chronique d'un ouvrage publié par Viviane Teitelbaum, « Quand l’Europe se voile ».

### Rapports avec le nationalisme
Outre l'écriture de billets dans la revue nationaliste Doorbraak, Christian Laporte préface en 2013 un ouvrage écrit par Bart de Wever, président du parti nationaliste flamand N-VA, Derrière le miroir, préface qu'il précise avoir écrite « en totale liberté ».
L'ouvrage est présenté à la Foire du livre de Bruxelles, et devait faire l'objet d'un débat, débat auquel s'oppose l'organisation ; à la suite de cet incident, le journaliste démissionne de son poste qu'il détenait dans cette foire.

## Publications
Articles dans des revues scientifiques
- « Le Roi, acteur « politique » si nécessaire », Outre-Terre 2014/3 (N° 40), pages 206 à 221

Ouvrages
- Portraits d'Église : les catholiques belges du parvis au maître-autel, Bruxelles, Éd. Luc Pire, 1998
- L’Affaire de Louvain, l’histoire du Walen buiten, 1960-1968, Bruxelles, De Boeck (fr) & Wesmael (nl), 1999
- Albert II, Premier Roi fédéral, Bruxelles, Éd. Racine, 2003
- Pierre-Yves Monette Entretiens avec Christian Laporte - Belgique où vas-tu ?, Wavre, Éd. Mardaga, 2007
- Christian Laporte et Jan Becaus, Godfried Danneels : Confidences d'un cardinal, Bruxelles, Éd. Racine, 2009
- Charles-Ferdinand Nothomb : Un plan de paix pour la Belgique. Entretiens avec Christian Laporte, Bruxelles, Éd. Racine, 2009
- Yves du Monceau, Bruxelles, Éd. Racine, 2012
- avec Nina Verhaeghe, « Journalistiek » in Dialogen over België, Leuven University Press, 2020